# William Ross
William Ross (7 de septiembre de 1923—19 de abril de 2014) fue un actor, actor de voz, director de ADR y editor estadounidense basado en Tokio, Japón. Fue fundador de la empresa Frontier Enterprises.

## Biografía
Después de servir en la Guerra de Corea, Ross se mudó a Tokio con la intención de unirse al Departamento de Estado Japonés. En cambio, terminó involucrándose en la industria del cine, y luego aparecería en más de 80 películas y programas de televisión japoneses.
En 1959, Ross ingresó a la industria del doblaje por recomendación del actor japonés So Yamamura. Mostró tal talento para la industria, que el director de doblaje japonés se retiró y dejó a Ross a cargo el primer día. En 1964, fundó su propia compañía de doblaje, Frontier Enterprises, que también trabajaba como guionista de diálogos, director de ADR y actor de voz.
Frontier se convirtió rápidamente en una de las "Cinco Grandes" primeras casas de doblaje en inglés, trabajando para compañías como Toho, Toei y Shochiku. Ross se vio obligado a depender de cualquiera de los hablantes nativos de inglés que pudo encontrar en Tokio en la década de 1960. Ross realizó audiciones y se aseguró de que contratara a las mejores personas disponibles, y las capacitó a fondo.
Ross también fue editor de diálogos, especialmente en la edición de shows animados estadounidenses como Dennis the Menace, Heathcliff & the Cadillac Cats y The Real Ghostbusters.
Ross murió en Tokio el 19 de abril de 2014.

## Filmografía

### Películas
- Flight from Ashiya (1964)
- The Yakuza (1974)
- The War in Space (1977)
- The Bushido Blade (1984)

### Doblaje

#### Anime
- Ribon no Kishi (1967–1968) – Satan, voces adicionales
- Fantasmagórico (1967–1968) – Dr. Steel

#### Películas de anime
- Lupin III: El misterio de Mamo (1978) – Samurai y Comisionado de Policía (Doblaje de Frontier)
- Cyborg 009: The Legend of the Super Galaxy (1980) – Emperador Zoa
- Chōdenji Machine Voltes V (1980) – Dr. Smith and Draco
- Sekai Meisaku Dōwa: Arajin to mahō no rampu (1982) – Genio del Anillo (Doblaje de Frontier)
- La Arcadia de mi Juventud (1982) – Zeda
- Kamui no Ken (1985) – Tokachi Hanzō, y Anciano

### Dirección de ADR
- Sekai Meisaku Dōwa: Arajin to mahō no rampu
- La Arcadia de mi Juventud
- Ribon no Kishi
- Cyborg 009: The Legend of the Super Galaxy
- Kamui no Ken
- Lupin III: El misterio de Mamo
- Fantasmagórico
- Swan Lake